# Радаев, Юрий Сергеевич
Юрий Серге́евич Рада́ев (9 марта 1934, Павлово, Горьковская область — 13 января 2021, Лесной, Свердловская область) — советский и российский хирург, кандидат медицинских наук, а также спортсмен-мотогонщик, мастер спорта СССР по мотокроссу.

## Биография
Родился 9 марта 1934 года в городе Павлово-на-Оке Нижегородской области в семье служащих.
В 1960 году, окончив с отличием Горьковский мединститут, а затем — клиническую ординатуру, приехал молодым хирургом в секретный город Свердловск-45 (Лесной). Работал общим хирургом и урологом.
В небольшом городке за колючей проволокой Юрий Радаев неожиданно увлёкся мотоспортом (тренер В. Г. Кузнецов). В 1960-х являлся неоднократным чемпионом Центрального Совета ФиС по мотокроссу, чемпионом Свердловской области. Будучи одним из сильнейших мотогонщиков РСФСР, участвовал во всесоюзных и международных соревнованиях. Имел звание «Мастер спорта СССР».
В 1967 году, благодаря Юрию Сергеевичу, в городе было создано отделение переливания крови, которое он и возглавил. В 1975 году комиссией 3-го Главного управления Минздрава СССР служба крови в Лесном под руководством Ю. Радаева признана лучшей в системе Главка.
В 1976 году защитил кандидатскую диссертацию по хирургии: «Организация и изучение вопросов гемотрансфузионной терапии в обеспечении хирургической работы лечебного учреждения», став первым в городе врачом с учёной степенью. Много лет читал лекции по общей хирургии на курсах подготовки медицинских сестёр.
В конце 1980-х Юрий Сергеевич Радаев являлся доверенным лицом депутата Верховного Совета СССР Марченко Георгия Александровича.
В 1990-е, в пенсионном возрасте, заведовал врачебно-физкультурным диспансером ФСЦ «Факел». Затем, ещё почти два десятка лет, работал хирургом городской поликлиники ЦМСЧ № 91 ФМБА России. В общей сложности отдал медицине почти 60 лет своей жизни.
Юрий Сергеевич Радаев имел квалификацию врача высшей категории. Его, опытного уролога и общего хирурга, хорошо знали и в соседней Нижней Туре, где он нередко консультировал больных.
Умер 13 января 2021 года в Лесном. Похоронен на кладбище посёлка Ёлкино городского округа город Лесной Свердловской области.

## Интересный факт
По просьбе Первого заместителя Министра здравоохранения СССР, начальника Третьего Главного управления при Минздраве СССР А. И. Бурназяна, Юрий Сергеевич разработал специальный контейнер для транспортировки донорской крови в любых условиях, чтобы потом было возможно обеспечить ими Армию и лечебные учреждения Главка. В дальнейшем Бурназян отправил на имя директора комбината «Электрохимприбор» А. И. Галина письмо с просьбой изготовить такой контейнер. И опытный образец был сделан.
В июле 1980 года за разработку контейнера для перевозки крови и плазмы Ю. С. Радаеву, приказом Первого заместителя Министра здравоохранения СССР А. И. Бурназяна, была объявлена благодарность и вручена премия в размере 200 рублей (в то время — примерно, месячная зарплата).

## Награды и звания
- Знак «Отличник здравоохранения»
- Медаль «За доблестный труд в ознаменование 100-летия со дня рождения В. И. Ленина»
- Медаль «Ветеран труда»
- Звание «Мастер спорта СССР»